# Senna Deriks
Senna Deriks (Emmen, 30 december 2000) is een Belgische gymnaste.

## Levensloop
Deriks is aangesloten bij Gymgroep A.S. In 2016 nam ze deel aan de Olympische Spelen in Rio de Janeiro waar ze de jongste gymnaste van het Belgische team was.

## Palmares
| Wedstrijd                 | Totaal | Totaal | Onderdeel | Onderdeel | Onderdeel | Onderdeel |
|                           | Indiv. | Team   | Sprong    | Balk      | Brug      | Vloer     |
| ------------------------- | ------ | ------ | --------- | --------- | --------- | --------- |
| Olympisch Test Event 2016 |        | Brons  |           |           | 6         |           |
| Top Gym (junioren) 2015   | Zilver |        |           |           |           |           |
| Elite Gym Massilia 2015   | 23     | 4      |           |           |           |           |
| VK 2015 Junioren          | Zilver |        |           |           |           |           |
| BK 2015 Junioren          | Zilver |        |           |           |           |           |